# (32986) 1996 XQ6
1996 XQ6 (asteroide 32986) é um asteroide da cintura principal. Possui uma excentricidade de 0.12848750 e uma inclinação de 15.20534º.
Este asteroide foi descoberto no dia 1 de dezembro de 1996 por Spacewatch em Kitt Peak.